# Mary Gladys Webb

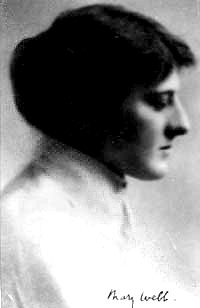
Mary Webb

Mary Webb (geboren am 25. März 1881 als Mary Gladys Meredith in Leighton, Shropshire; gestorben am 8. Oktober 1927 in St. Leonards-on-Sea, Hastings) war eine englische Schriftstellerin und Dichterin. Ihr bekanntester und mehrfach verfilmter Roman war Precious Bane (Kostbares Gift).

## Leben
Mary Meredith war das Kind des Lehrers George Edward Meredith und dessen Frau Sarah Alice. Sie wuchs in Much Wenlock im ländlichen Shropshire auf, die Landschaft, auf die sich später auch ihr Schreiben konzentrierte. Mary Meredith beendete ihre Schullaufbahn ab 1895 in Southport, während die Familie innerhalb Shropshires noch einige Male umzog.
1901 erkrankte Meredith an der Autoimmunkrankheit Graves-Syndrom und litt seither an einer fragilen Gesundheit, weshalb sie verstärkt Zuflucht in der Literatur suchte. 1907 veröffentlichte ihr Bruder Kenneth Meredith ohne ihr Wissen ein erstes Gedicht in einer Lokalzeitung, welches zu ihrer Überraschung positive Resonanz erhielt. 1912 heiratete sie den Lehrer Henry Bertram Law Webb. Trotz des ersten Erfolgs des Debüt-Romans Der goldene Pfeil, welchen sie 1916 fertigstellte, stellte sich kein dauerhafter Wohlstand in der jungen Ehe ein, die in den zwanziger Jahren in die Brüche ging. Sie starb alleinstehend in St. Leonards on Sea und wurde in Shrewsbury begraben.

## Werk (Auswahl)
Webbs Romane wurden für ihre Naturbeschreibungen und psychischen Porträts gelobt, welche gelungener seien als die etwa ihres Zeitgenossen Thomas Hardy. Auch ihre mystische Verflechtung von keltischem und christlichem Erbe wurde hervorgehoben.
- The Golden Arrow (1916, deutsch: Der goldene Pfeil)
- Gone to Earth (1917, deutsch: Heim zur Erde)
- The Spring of Joy; a little book of healing (1917)
- The House in Dormer Forest (1920, deutsch: Das Haus im Dormerwald)
- Seven For A Secret; a love story (1922, deutsch: Sieben für ein Geheimnis)
- Precious Bane (1924, deutsch 1926: Kostbares Gift)

Die tragische und fatalistische Komponente der Bücher, gekoppelt mit einem Shropshire-Lokalpatriotismus, rief jedoch auch Unmut hervor, so bei der Rezensentin Stella Gibbons, welche 1932 die erfolgreiche Parodie Cold Comfort Farm herausbrachte und darin gezielt Elemente aus Webbs Romanen aufs Korn nahm.

## Verfilmungen
- Die schwarze Füchsin (Gone to Earth), 1950. (Regisseur: Michael Powell. Hauptrolle Jennifer Jones als Hazel Woodus. Restauriert 1985.)
- Precious Bane, sechsteilige BBC-Serie 1957. (Hauptrollen: Patrick Troughton und Daphne Slater.)
- Sarn (fr. Übersetzung von Precious Bane), 1968. (Regisseur: Claude Santelli. Hauptrollen: Dominique Labourier als Prue, Josep Maria Flotats als Gedeon und Pierre Vaneck als Kester.)
- Precious Bane, BBC-Verfilmung 1989. (Hauptrollen: Janet McTeer als Prue, Clive Owen als Gideon und John Bowe als Kester.)

## Auszeichnungen und Ehrungen
- Die Dorfschule in Pontesbury, Shropshire, wurde 1957 nach ihr benannt.
- Prix Femina Étranger 1925[1]